# Staroalejskoe
Staroalejskoe (in russo Староалейское?) è un villaggio del settore meridionale della Siberia Occidentale situato nel Territorio dell'Altaj,  in Russia. È il centro amministrativo del distretto Tret'jakovskij.
La località si trova sul fiume Alej, 352 km a sud-ovest della capitale Barnaul e a 20 km dal Kazakistan.